# ساتوشي أويشي
ساتوشي أويشي (باليابانية: 大石 悟司) (26 يونيو 1972 في شيزوكا في اليابان – )؛ هو لاعب كرة قدم ياباني سابق كان يلعب كلاعب وسط.

## وصلات خارجية
- ساتوشي أويشي على موقع رابطة كرة القدم اليابانية للمحترفين (اليابانية)
- ساتوشي أويشي على موقع عالم كرة القدم.نت (الإنجليزية)